# Gaio Silio
Gaio Silio (in latino Gaius Silius; ... – 24) è stato un politico e militare romano.

## Origini familiari e nome
Gaio Silio proveniva dalla gens Silia, era figlio di Publio Silio Nerva, console nel 20 a.C., e fratello di Publio Silio, console nel 3, e di Aulo Licinio Nerva Siliano, console nel 7 e adottato nella gens Licinia.
Gaio Silio era in precedenza noto nella storiografia moderna e contemporanea come "Gaio Silio Aulo Cecina Largo": questa nomenclatura derivava dai Fasti Antiantes minores (che furono poi ripresi anche da Cassio Dione); tuttavia, uno studio del 2014, grazie a nuove evidenze epigrafiche, ha appurato che Gaio Silio fu console ordinario, mentre Gaio Cecina Largo console suffectus (anche il praenomen Aulo dei Fasti Antiantes minores si è rivelato errato).

## Biografia

### Consolato (13)
Gaio Silio fu eletto console nel 13, sotto il principato di Augusto, insieme a Lucio Munazio Planco; tuttavia, tra i mesi di agosto e settembre venne chiamato in Germania Magna da Germanico Giulio Cesare e il suo posto come console venne preso dal suffectus Gaio Cecina Largo. Lasciando Roma probabilmente via mare, per evitare le Alpi nella stagione invernale, Silio raggiunse la Germania nel 14.

### In Germania (14-21)

#### Spedizione di Germanico (14-16)
Silio prese quindi il comando, come legatus, dell'esercito superiore del Reno. Nel 15 Silio ricevette le insegne trionfali insieme ad Aulo Cecina Severo e Lucio Apronio, per le loro imprese compiuto durante la spedizione germanica di Germanico. Nel 16 Silio fu incaricato insieme a un certo Anteio e a Cecina Severo, di sovrintendere alla costruzione di 1.000 nuove navi della Classis Germanica. Mentre la flotta finiva di raccogliersi presso l'isola dei Batavi, Germanico ordinò a Silio di attaccare i Catti con delle truppe ausiliarie; Silio riuscì a sconfiggere i nemici e a far prigioniere la moglie e la figlia di Arpo, un comandante dei Catti. I Germani riuscirono a distruggere la flotta romana e, per evitare una nuova ondata di attacchi, Germanico mandò Silio nuovamente contro i Catti, questa volta con 30.000 fanti e 3.000 cavalieri.

#### Rivolta di Floro e Sacroviro (21)
Nel 21 Silio era ancora in Germania e, insieme a Gaio Visellio Varrone, riuscì a fermare la marcia del capo gallico ribelle Giulio Floro, che aveva iniziato una rivolta insieme a Giulio Sacroviro. Subito dopo Silio marciò con due legioni contro i Sequani, anche loro in rivolta, e si diresse verso Augustodunum; a dodici miglia dalla città, Silio incontrò l'esercito guidato da Sacroviro stesso e lo sconfisse, facendo fuggire il capo ribelle, che si suicidò poco dopo. Silio ricevette le insegne trionfali una seconda volta per la sconfitta del comandante gallico.

### Ritorno a Roma e morte (24)
Silio tornò quindi a Roma e lì si ritrovò nel conflitto tra Agrippina maggiore, vedova dell'ormai defunto Germanico, e l'imperatore Tiberio; nel 24 Silio venne formalmente accusato insieme alla moglie, Sosia Galla, per la sua vicinanza alla fazione di Germanico e Agrippina, amica di Sosia. Gli vennero imputati da Lucio Visellio Varrone, il console dell'anno, i reati di connivenza con i rivoltosi gallici e di aver nascosto gli intrighi di Sacroviro; prima del giudizio finale, però, Silio decise di suicidarsi, poiché ormai sapeva di non avere speranze di assoluzione.

### Matrimonio e discendenza
Gaio Silio e Sosia Galla ebbero dei figli, tra cui Gaio Silio, console designato del 49.